# Шнетц, Жан-Виктор
Жан-Виктор Шнетц (фр. Jean-Victor Schnetz; 14 апреля 1787, Версаль — 15 марта 1870, Париж) — французский живописец и график академического направления. Лауреат Римской премии.

## Жизнь и творчество
Учился живописи в Париже, в мастерской Жака Луи Давида, а также у Антуана-Жана Гро и Франсуа Жерара. Впервые показал свои произведения в 1808 году. В 1837 году был принят во Французскую академию изящных искусств. В 1841 году, как преемник Жана-Огюста-Доминика Энгра, был избран директором Французской академии в Риме и оставался в этой должности до 1846 года, после чего был избран повторно — c 1853 по 1866 год. Был другом живописца Теодора Жерико.
Первым крупным успехом художника была картина «Добрый самаритянин» (1819, хранилась в кафедральном соборе Валенсии), за ним следовала «Иеремия, рыдающий на развалинах Иерусалима». Работая в Италии, Шнетц много рисует, изображая местную народную жизнь, показав при этом себя талантливым живописцем бытового жанра. Позднее работал в историческом жанре, его известные произведения — «Жанна д'Арк» (1835), «Коннетабль де Монморанси в битве при Сен-Дени» (1836), «Жюль Мазарини на смертном ложе». Одной из наиболее ценных его картин исторической тематики считается «Святая Геновева» в церкви Нотр-Дам-де-Бон-Нувель в Париже.
Похоронен на парижском кладбище Пер-Лашез.
Картины Жана-Виктора Шнетца можно увидеть в парижских собраниях Лувра, в музее Малого дворца и музее Орсе, в санкт-петербургском Государственном Эрмитаже, Музее изящных искусств Сан-Франциско и других.

## Галерея

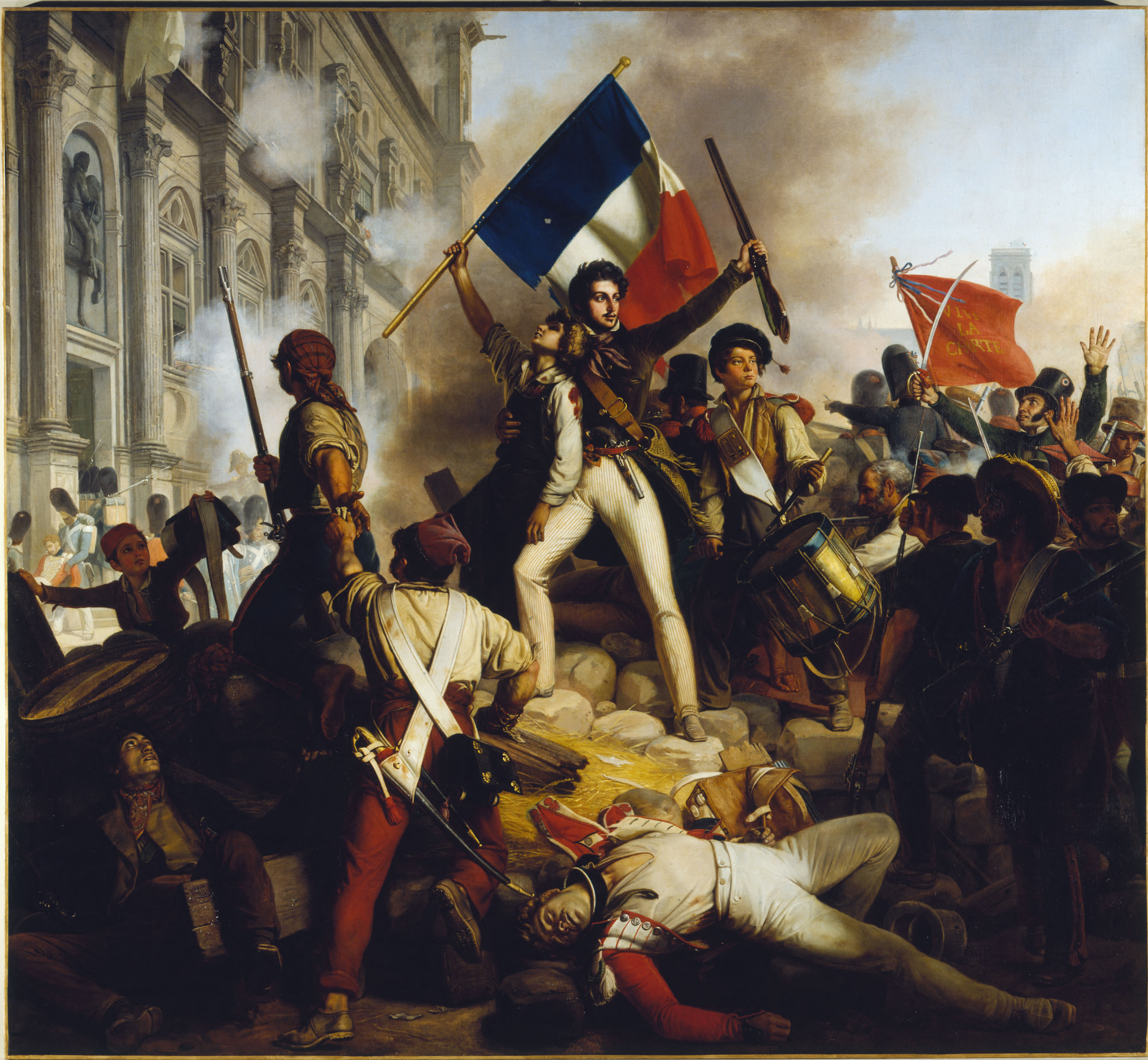
Сражение перед парижской ратушей 28 июля 1830 года (Свобода на баррикадах), музей Малого дворца, Париж
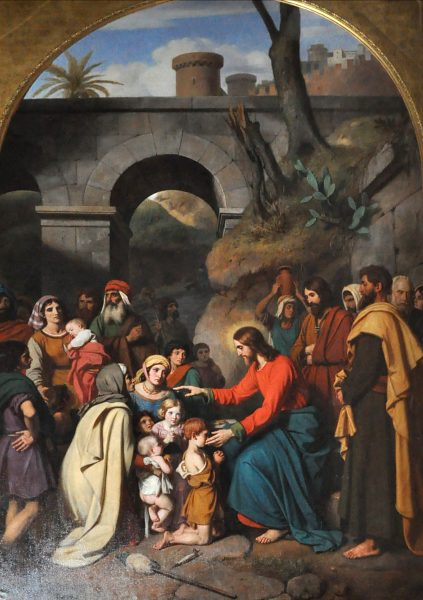
Христос и дети церковь св. Роха, Париж
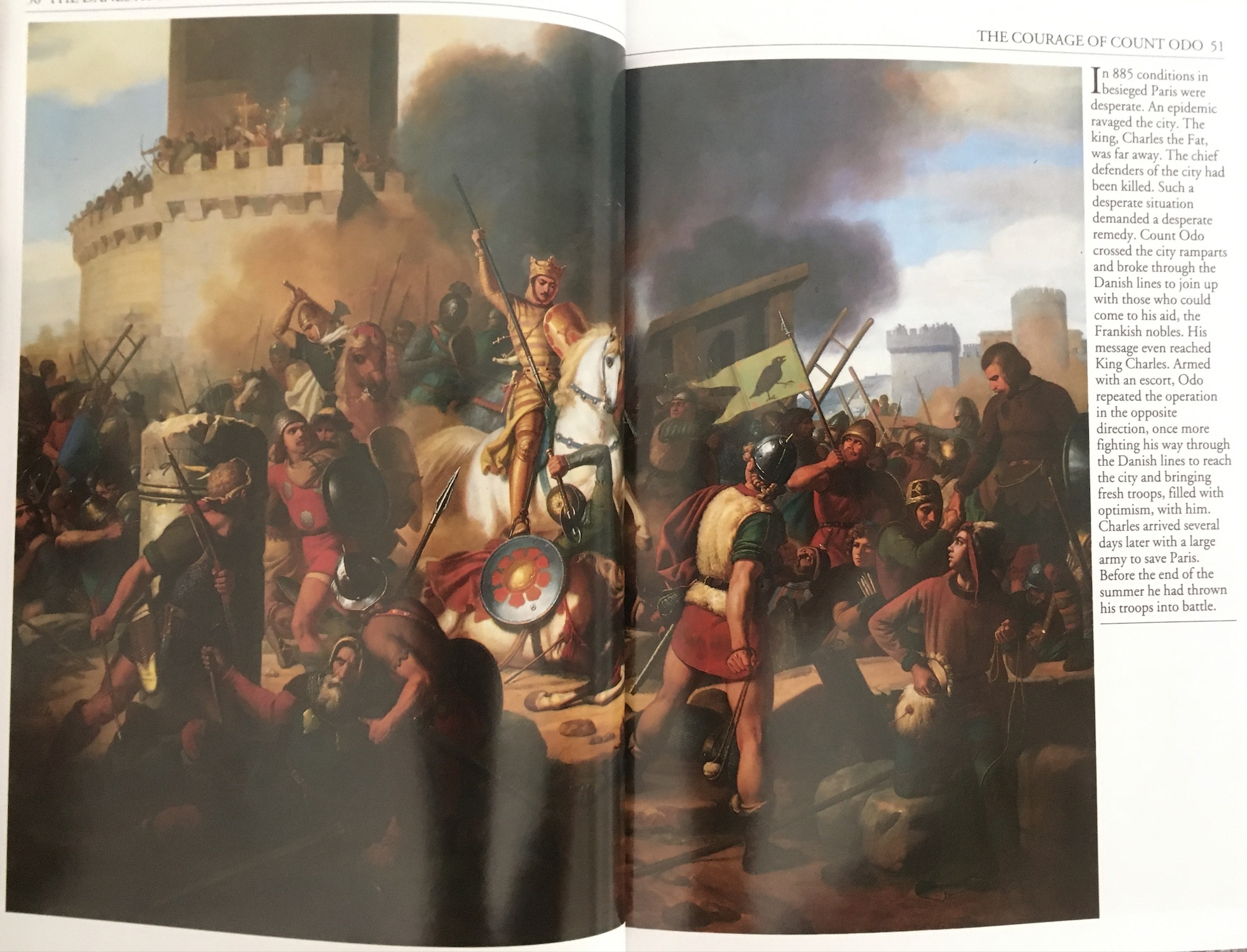
Граф Одо в битве с датчанами у стен Парижа (1837)
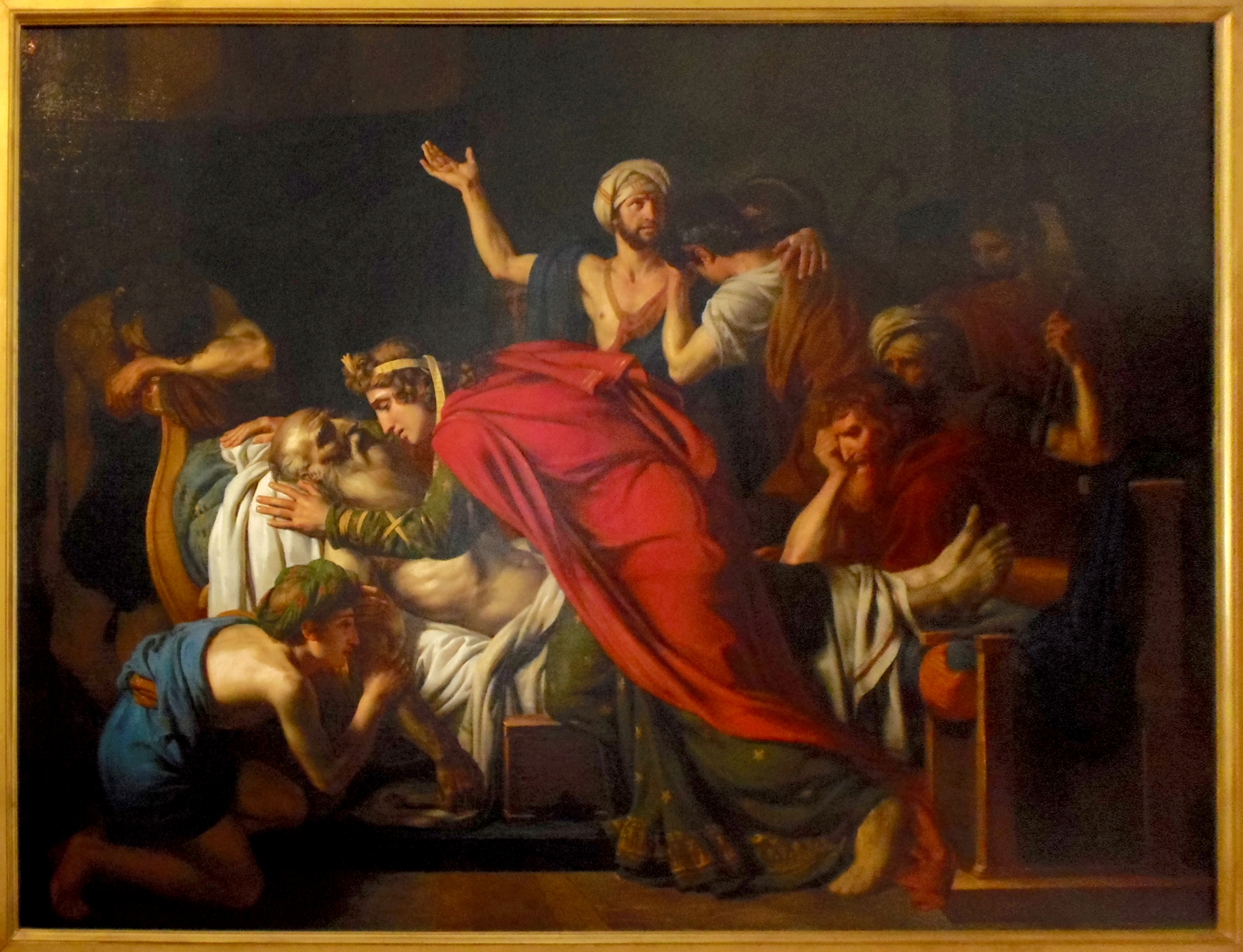
Смерть Иакова
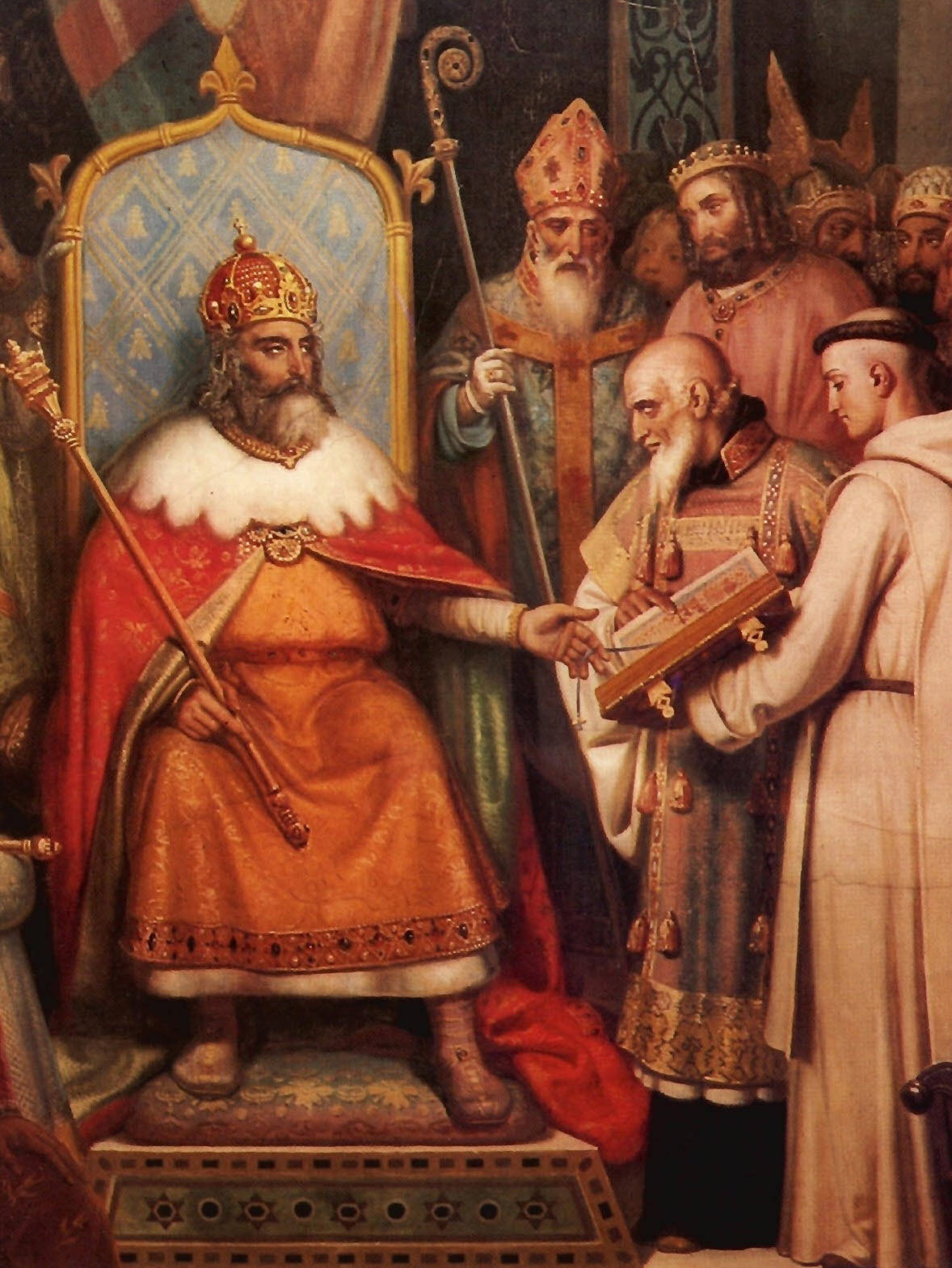
Карл Великий и Алкуин (1830)
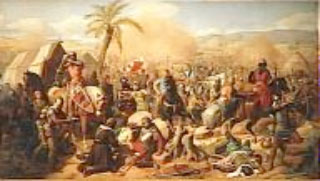
Битва при Аскалоне, Версальский дворец